# Zingiber pachysiphon
Zingiber pachysiphon là một loài thực vật có hoa trong họ Gừng. Loài này được Brian Laurence Burtt và Rosemary Margaret Smith miêu tả khoa học đầu tiên năm 1969.

## Mẫu định danh
Mẫu định danh: Burtt B.L. & Martin A.M. B 4781; thu thập ngày 5 tháng 8 năm 1967 ở cao độ 550 m, tọa độ 2°6′0″B 113°42′0″Đ / 2,1°B 113,7°Đ, dãy núi Hose, bang Sarawak, Malaysia. Mẫu holotype lưu giữ tại Vườn Thực vật Hoàng gia tại Edinburgh (E).

## Phân loại
Có quan hệ gần với Z. kelabitianum trong tổ Zingiber.

## Phân bố
Loài đăc hữu đảo Borneo, có tại các bang Sarawak và Sabah thuộc Malaysia và tỉnh Tây Kalimantan thuộc Indonesia. Loài cây thảo cao tới 1,75 m này có môi trường sống là rừng, ở cao độ 200-1.000 m.